# المحمية الوطنية لنهر سيمبسون
محمية نهر سيمبسون الوطنية هي محمية وطنية في منطقة آيسن ديل جنرال كارلوس إيبانيز ديل كامبو بجنوب تشيلي.
تم تسميته على اسم نهر سيمبسون، أحد روافد نهر آيسن. وهي إحدى المناطق البرية المحمية التي تديرها مؤسسة الغابات الوطنية (CONAF). ويحفظ في داخله أنواعاً من النباتات والحيوانات التي يجب حمايتها لضمان وجودها في المستقبل.